# Karl-Åke Henningson
Karl-Åke Henningson, född den 15 maj 1910 i Halmstad, död där den 18 juni 1981, var en svensk präst.
Henningson avlade studentexamen i Halmstad 1928, teologisk-filosofisk examen vid Lunds universitet 1929 samt teologie kandidatexamen och praktiskt teologiskt prov där 1932. Han prästvigdes i Göteborgs domkyrka sistnämnda år. Henningson blev kyrkoadjunkt i Svenljunga pastorat 1936, i Oscar Fredriks församling i Göteborg 1938 samt komminister där 1943. Han avlade teologie licentiatexamen 1949 och promoverades till teologie doktor 1957. Henningson var kyrkoherde i Falkenbergs och Skrea församlingar 1954–1957, i Oscar Fredriks församling i Göteborg 1957–1970 och domprost i Skara 1970–1976. Han var kontraktsprost i Domprosteriet i Göteborgs stift 1968–1970 och i Domprosteriet i Skara stift 1970–1976. Henningson var minnestecknare vid prästmötena i Göteborg 1951, 1957, 1963 och 1969. Han blev ledamot av Nordstjärneorden 1962.